# Hanns Jatzlau
Hanns Jatzlau (* 23. Oktober 1926 in Liegnitz in Schlesien) ist ein deutscher Maler und Zeichner.

## Leben
Hanns Jatzlau, Sohn eines Architekten und einer Porzellanmalerin, verlor durch einen Unfall 1940 seine rechte Hand.
Von 1949 bis 1951 studierte er an der Werkkunstschule Hannover bei Erich Rhein, danach bis 1958 an der Hochschule für bildende Künste Hamburg bei Alfred Mahlau. Zwischenzeitlich besuchte er 1957 bei Oskar Kokoschka in Salzburg dessen Sommerkurs. Außerdem studierte er Zoologie und Botanik. 1960 ging er von Hamburg als Lehrer an die Werkkunstschule Hannover. Im Rahmen der Ausstellung „Maler sehen unsere Stadt“ gewann er 1954 den Continental-Preis in Hannover und erhielt im selben Jahr von der Vereinsbank Hamburg ein Auslandsstipendium. 1963/64 verbrachte er mit dem Stipendium der Villa Massimo in Rom.
Im Jahr 1974 wurde Jatzlau zum Professor an die Fachhochschule Hannover berufen. 1985 erhielt Jatzlau den Hauptpreis des Kulturpreises Schlesien des Landes Niedersachsen. Er lebt bis heute in Hannover.
1979 hatte Hanns Jatzlau Wohnsitz und Atelier in der Straße Rote Reihe 1 in Hannover.

## Werke (Auswahl)

### Gemälde
- 1961: Blick von der Marktkirche zum Neuen Rathaus; aquarellierte Federzeichnung 34,5 × 82 cm; im Besitz des Historischen Museums Hannover[3]

### Illustrationen
- Kurt Strohmeyer: Koschtan-tau. Der Roman des letzten Wildstiers, mit 8 Zeichnungen von Hanns Jatzlau. Sponholtz, Hannover 1952
- Hannover-Brevier. Skizzenbuch von Hanns Jatzlau. Nach einer Idee von Hans von Gösseln. Fackelträger-Verlag, Hannover 1962
- Hans von Gösseln: Herrenhausen. 1666–1966 / Hans v. Gösseln. Erzählt und geschrieben. Erlebt und gezeichnet von Hanns Jatzlau. Nach einer Idee von Günther Grundmann. Verlag Münstermann-Druck, Hannover 1966
- Hans von Gösseln: Hannover für unseren lieben Gast. Erzählt und geschrieben von Hans v. Gösseln, erlebt und gezeichnet von Hanns Jatzlau, nach einer Idee von Günther Grundmann. Verlag Münstermann-Druck, Hannover 1969
- Kurt Morawietz (Hrsg.): Glanzvolles Herrenhausen. Geschichte einer Welfenresidenz und ihrer Gärten, mit Zeichnungen von Hanns Jatzlau. Steinbock-Verlag, Hannover 1981